# Jimmy Stewart (coureur)
Jimmy Stewart (Milton, Dunbartonshire, 6 maart 1931 - 3 januari 2008) was een Brits autocoureur uit Schotland. Hij was de oudere broer van drievoudig wereldkampioen Formule 1 Jackie Stewart.
Stewart reed verschillende Formule 1-races maar slechts een die meetelde voor het wereldkampioenschap. Voor het Schotse team Ecurie Ecosse nam hij met een Cooper deel aan de Britse Grand Prix van 1953 maar viel uit. Een jaar later raakte hij zwaar geblesseerd na een crash in de 24 uur van Le Mans met een Aston Martin, en nadat hij in 1955 op Silverstone opnieuw zwaar crashte tijdens een sportscar-race stopte hij met autosport.